# Принцеси
„Принцеси“ (на испански: Princesas) е испански филм от 2005 година, драма на режисьора Фернандо Леон де Араноа по негов собствен сценарий.
В центъра на сюжета са отношенията между две проститутки - едната от семейство от средната класа, а другата незаконна имигрантка. Главните роли се изпълняват от Кандела Пеня и Микаела Неварес.
„Принцеси“ печели наградите „Гоя“ за най-добра актриса, най-добра дебютираща актриса и най-добра песен и е номиниран за шест други.